# Edison Luis dos Santos
Edison Luis dos Santos (művésznevén Tarabai, Osasco, 1985. december 9.) brazil labdarúgó, jelenleg a Hibernians F.C. játékosa, csatár.

## Pályafutása
2012 nyarán 2 éves szerződést kötött a Kecskeméttel. Első magyar élvonalbeli gólját a Haladás ellen szerezte, egy fejesből.
2013-ban visszatért korábbi sikerei helyszínére, a Hibernians csapatához.

## Külső hivatkozások
- Mlsz.hu profil
- adatlap a transfermarkt.co.uk oldalán
- profil a kecskemetite.hu oldalon